# Palácio de Çırağan

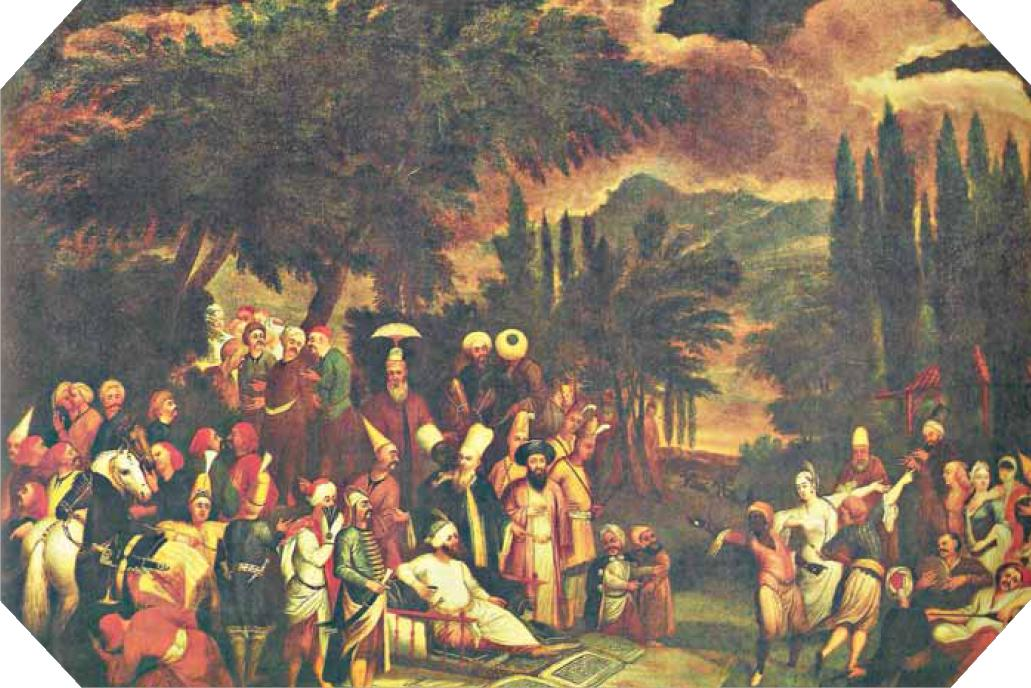
Gravura do século XVII dos Jardins Kazancıoğlu

O Palácio de Çırağan (em turco:  Çırağan Sarayı) é um antigo palácio imperial otomano que atualmente é um hotel de luxo da cadeia, o Çırağan Hotel Palace Kempinski. Está localizado em Istambul, Turquia, na margem europeia do Bósforo, entre os bairros de Beşiktaş e Ortaköy, junto ao Parque de Yıldız.

## História

### Séculos XVI e XVII
O local onde se situa o palácio e as suas imediações eram conhecidas como "Jardins Kazancıoğlu", uma área luxuriante que se estendia de Beşiktaş a Ortaköy, onde existiam diversos yalıs (mansões à beira-mar) nas margens do Bósforo, os quais tiveram o seu período mais brilhante durante a chamada "Era Tulipa", na primeira metade do século XVIII.
O almirante Quilije Ali Paxá teve aqui um yalı na segunda metade do século XVI. Em 1648 o sultão Murade IV ofereceu os jardins imperiais de Kazancıoğlu à sua filha Kaya Sultan e ao seu marido, o grão-vizir Meleque Amade Paxá, que aí construíram um yalı à beira-mar, que usavam como residência de verão.

### Século XVIII
No início do século XVIII, o sultão Amade III ofereceu a propriedade ao seu cunhado e grão-vizir Nevşehirli Damat İbrahim Paşa, que juntamente com o sultão e a sua filha Fátima Sultana, foi um dos os principais iniciadores e protagonistas do período de refinamento cultural recreativo que veio a chamar-se de "Era Tulipa". O nome Çırağan surge associado ao palácio construído por İbrahim Paşa em 1719 para a sua esposa Fatma Sultan. A princesa organizava frequentemente festas noturnas à luz de tochas, o que deu origem ao nome "Çırağan", uma  palavra persa que sugere "fonte de luz especial". A palavra rapidamente se tornou sinónimo do lugar. Mary Wortley Montagu, a esposa do embaixador britânico na Turquia, que viveu em Istambul entre 1717 e 1718, refere esse palácio nas suas Cartas da Turquia:
| “ | Está situado numa das partes mais aprazíveis do canal, com uma bela floresta num dos lados da colina que fica por detrás. A sua extensão é prodigiosa; o guarda assegurou-me que há 800 divisões, mas eu não confirmo esse número pois não as contei; mas o número é certamente muito grande, e está profusamente adornado com mármore, dourados e as mais requintadas pinturas de frutas e flores. As janelas todas usam o melhor vidro cristalino trazido de Inglaterra e aqui se pode ver toda a dispendiosa magnificência que se pode imaginar num palácio edificado por um jovem com a riqueza de um vasto império sob o seu comando. | ” |
|   | — Mary Wortley Montagu. |   |

O palácio original seria demolido e reconstruído várias vezes ao longo dos dois séculos seguintes. Depois da rebelião de 1730, a qual trouxe o fim da Era Tulipa, o palácio ficou ao abandono. Mamude II usou-o para banquetes de embaixadores estrangeiros. O grão-vizir Yusuf Ziya Paşa comprou-o, demoliu-o e contratou o arquiteto Kirkor Balian para construir um novo palácio em mármore, o qual ofereceu ao sultão Selim III em 1805, que posteriormente o ofereceria à sua irmã Beyhan Sultan, que recusou a oferta.

### Século XIX

#### Palácio de Mamude II
O sultão Mamude II usou o palácio como residência de verão. Em 1834 Mamude II decidiu reconstruir o edifício, para o que contratou o arquiteto Garabed Balian. Além do palácio, foram demolidas uma escola e uma mesquita e um dergah Mevlevi (espécie de mosteiro de dervixes) foi mudado para outro yalı próximo. Após oito anos de obras, um palácio de aparência clássica adornava a costa. Apesar das fundações e pricipais estruturas serem em pedra, na construção foram usadas extensivamente madeira raras.

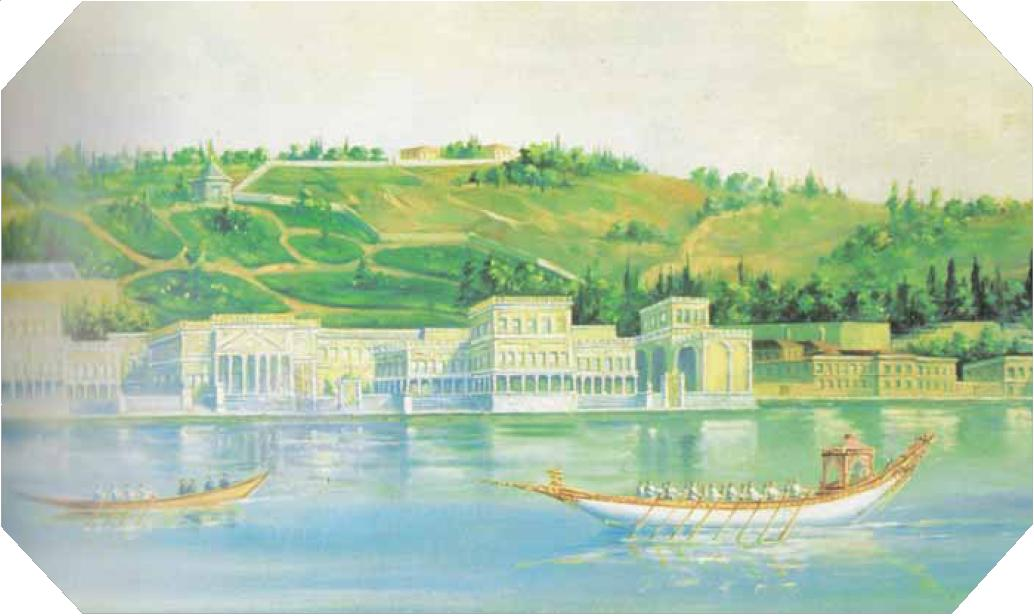
Gravura da década de 1840 mostrando o antigo palácio em 1840 e a colina do Parque de Yıldız

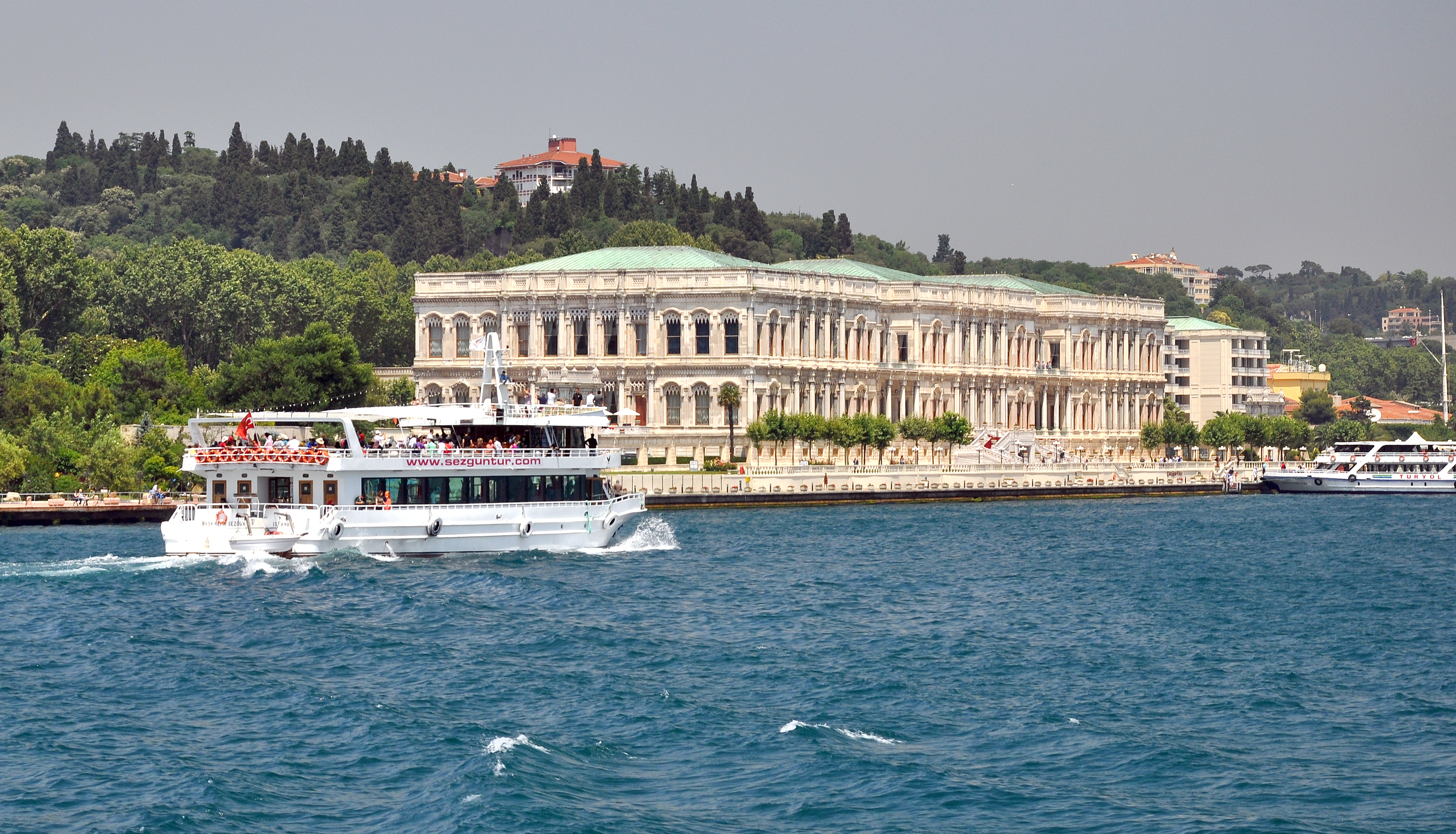
Vista da parte sul do Palácio de Çırağan desde o Bósforo

#### Abdul Mejide I
Abdul Mejide I demoliu o palácio em 1857 a fim de construir um palácio ao estilo ocidental. Nesse período os sultões otomanos tinham o hábito de construírem o seu próprio palácio em vez de usarem os dos seus antecessores. O Palácio de Çırağan foi o último exemplo deste período. As circunstâncias políticas e económicas do império não permitiram a Abdul Mejide ver o seu plano concretizado e o sultão morreria em 1861 sem ter o seu palácio.

#### Palácio de Abdulazize
O sucessor e irmão de Abdul Mejide, o sultão Abdulazize deu continuidade ao sonho do seu irmão, mas preferiu um estilo mais oriental, para o que encomendou ao arquiteto Nigoğayos Balian um palácio de "estilo árabe". Foram enviados artistas a Espanha e ao Norte de África a fim de trazerem desenhos dos edifícios mais famosos desses locais. Diz-se que o sultão se envolveu de tal forma no projeto que os planos foram redesenhados vinte vezes antes de ficarem a seu gosto. A primeira fase da construção decorreu entre 1863 e 1867 e foi dirigida pelos filhos de Nigoğayos, Sarkis e Hagop.
O palácio está ligado por uma bela ponte de mármore ao Palácio de Yıldız, situado na colina atrás. Os muros altos que rodeiam os jardins isolam o palácio do exterior. Na construção foram usados os melhores mármores, madeiras e madrepérola, que vieram de quase todo o mundo. As portas do palácio, que se dizia valerem mil moedas de ouro cada uma, impressionaram de tal forma Guilherme II da Alemanha aquando da sua visita a Istambul, que algumas lhe foram oferecidas e estão atualmente num museu de Berlim.
A construção e decoração interior prosseguiu até 1872. Abdulazize residiu apenas alguns meses no palácio, que abandonou em março de 1876, passando a viver em Dolmabahçe, alegadamente porque o edifício era muito húmido. Segundo alguns o sultão teria dado crédito aos rumores de que a destruição do dergah Mevlevi e da incorporação das suas terras nos terrenos do palácio trariam azar. Abdulazize morreu poucos dias após ter sido destronado pelos seus ministros a 30 de maio de 1876. A versão oficial é de que se teria suicidado, mas muitos acreditam que teria sido assassinado.
O sobrinho e sucessor de Abdulazize, Murade V, fez do palácio a sua residência. Murade reinou apenas durante 93 dias, após o que foi deposto pelo seu irmão Abdulamide II, alegadamente por doença mental, mas passaria o resto dos seus dias em prisão domiciliária no Palácio de Çırağan, onde morreu a 29 de agosto de 1904.

### Século XX

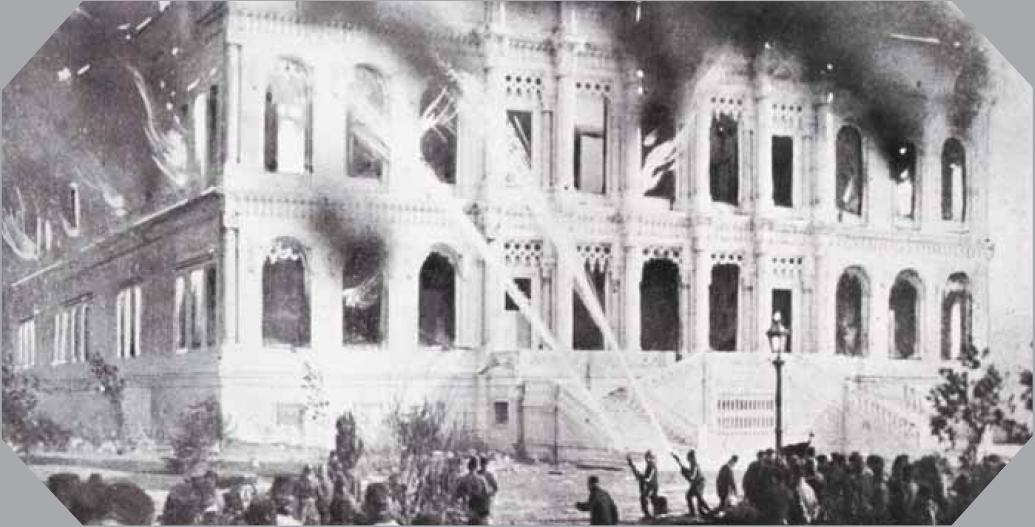
Fotografia do fogo que destruiu o palácio em 1909

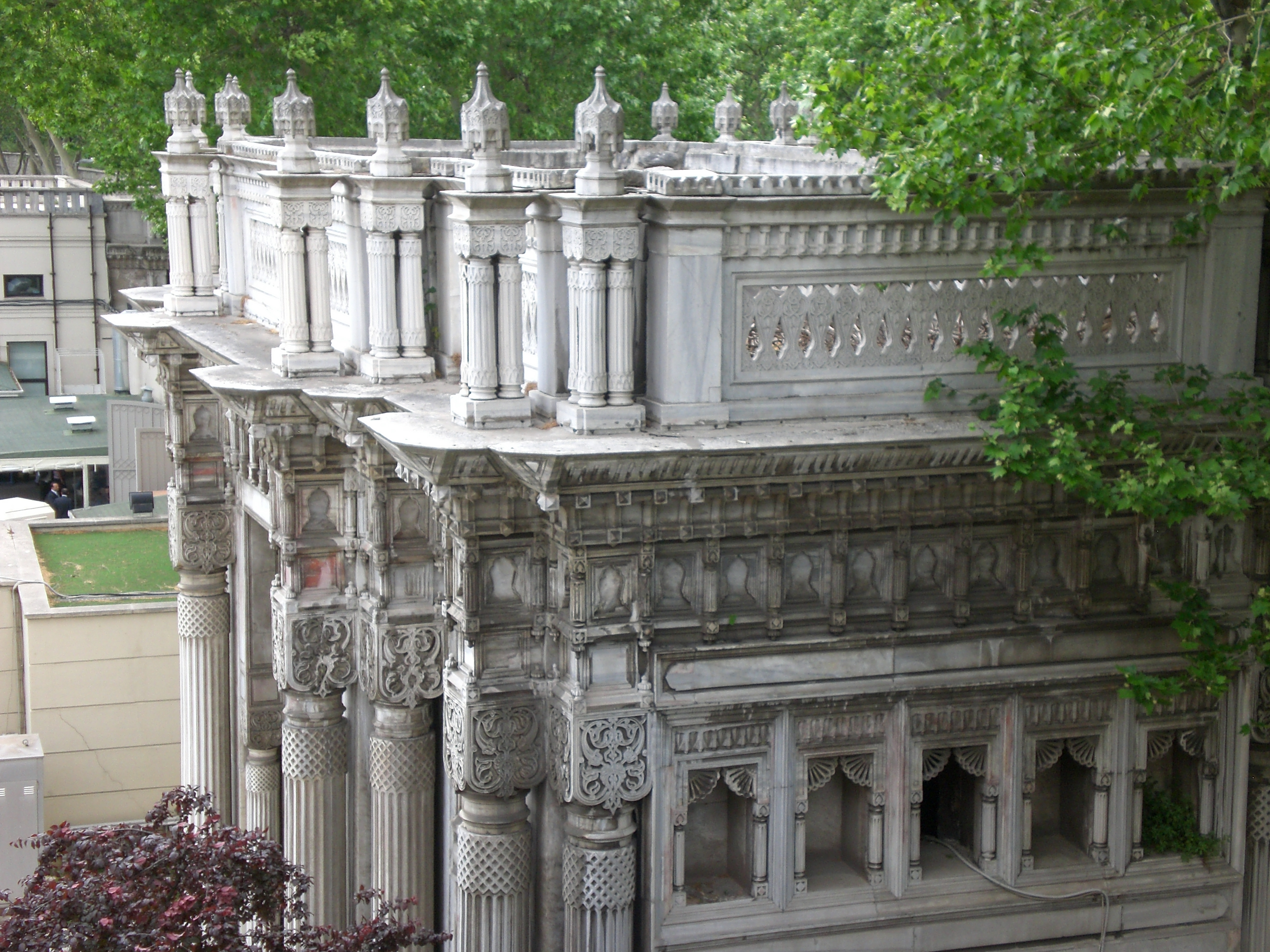
Detalhe de um dos recantos do palácio

#### Sede do parlamento
Durante a segunda monarquia constitucional, o sultão Maomé V Raxade autorizou o parlamento a reunir-se no palácio, o qual foi amplamente renovado para esse efeito. Para lá foram também transferidas diversas obras de arte valiosas da coleção de Abdulazize. A nova sede do parlamento foi inaugurada a 14 de novembro de 1909, mas apenas dois meses depois, em 19 de janeiro de 1910 um grande fogo que começou nas condutas de aquecimento central destruiu o palácio em menos de cinco horas, deixando apenas os muros exteriores intactos, tendo sido consumidas pelas chamas todas as obras de arte, a famosa biblioteca de Murade V e diversos documentos de grande importância.

#### Decadência
No final da Primeira Guerra Mundial o palácio serviu de quartel ao corpo de engenheiros das tropas ocupantes francesas. A partir de 1930 e durante muitos anos nos jardins funcionou o estádio de futebol (o Şeref Stadı) e uma piscina do Beşiktaş J.K. O primeiro estudo para a transformação do palácio num hotel data de 1930. Em 1946 um capitão do exército danificou o cemitério dos dervixes existente na cave ao procurar por ouro. No mesmo ano, a posse do lugar passou do parlamento para o município de Istambul, que durante anos o usou para depósito de areia e outros materiais de construção.

#### Reconstrução e conversão em hotel
Em 1989 as ruínas foram compradas por uma empresa japonesa, que restaurou o palácio e construiu um moderno complexo hoteleiro junto aos jardins. O artista alemão Rainer Maria Latzke esteve envolvido na redecoração do interior, criando um ambiente mediterrânico luminoso e colorido e pintando murais na piscina interior.
O restauro do palácio gerou polémica. Muitos consideraram as obras grotescas e o governo foi criticado por ter autorizado uma empresa privada a restaurar um monumento turco a baixo custo, não respeitando a arquitetura original. O interior predominantemente rosa néon, tinha várias lojas e áreas para eventos, tendo sido comparado por muitos a um centro comercial americano. As renovações efetuadas em 2007 supostamente devolveram autenticidade à arquitetura e decoração do palácio, repondo o estilo barroco e cores suaves.[carece de fontes?]

## Çırağan Hotel Palace

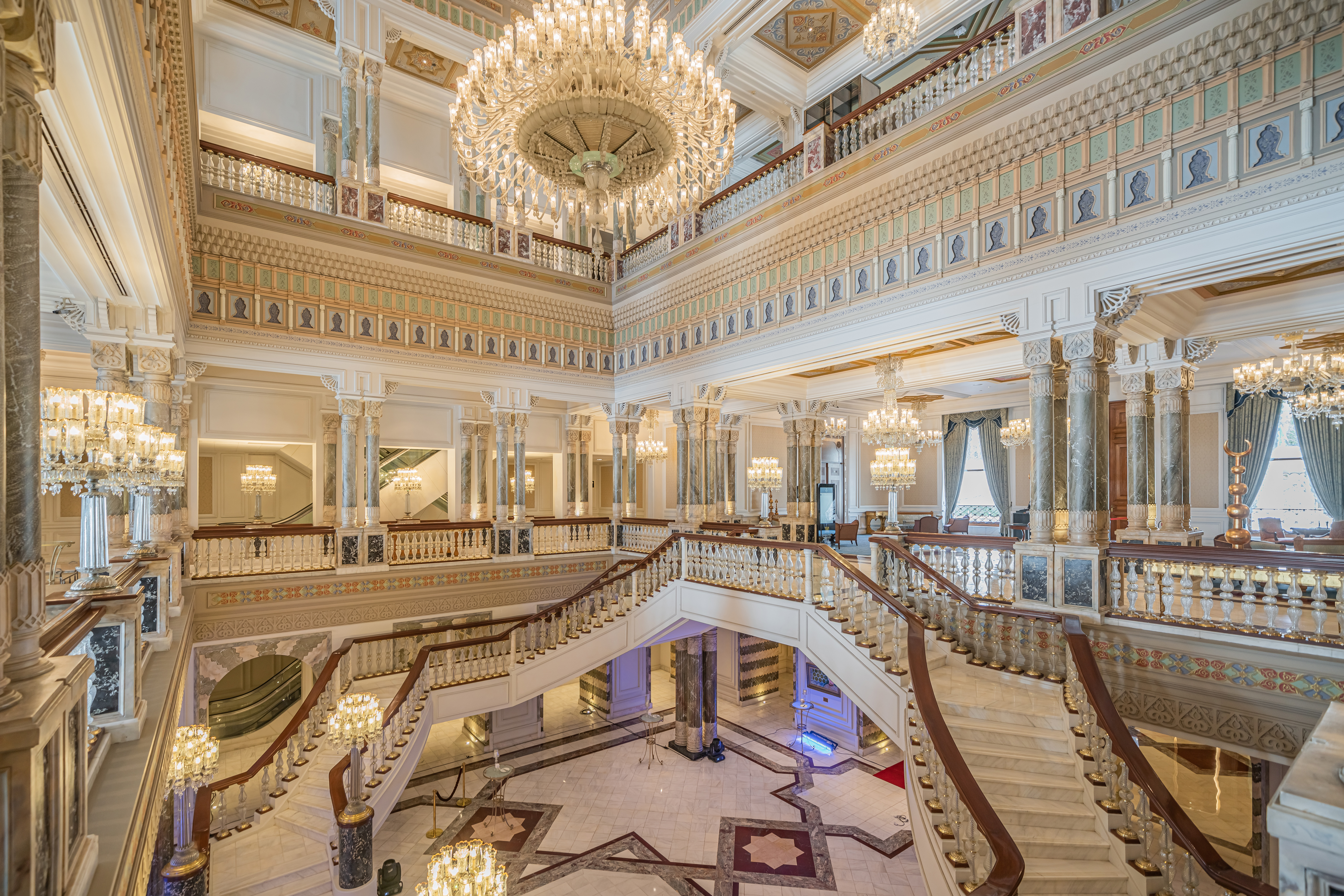
Interior do palácio em 2020

O palácio propriamente dito é ocupado atualmente (2010) pelas doze suites de luxo e dois restaurantes do Çırağan Hotel Palace Kempinski, inaugurado em 1990. O hotel foi inaugurado em 1990, tendo sido renovado em 2006 e 2007. Tem 322 quartos e suites, quatro restaurantes, 17 salas de conferência que no total teem lotação para 1500 pessoas, dois salões de festas de festas, um deles com mais de 1 000 m², duas salas de exposições, além de outras facilidades, como lojas, casino, banhos turcos, piscina interior e exterior à beira do Bósforo, ginásio, etc.

### Prémios
- 1995 — Único hotel da Turquia presente na lista dos 100 melhores hotéis do mundo da revista Institutional Investor.[3]
- 1996 — Terceiro melhor hotel internacional, pela revista Condé Nast Traveler.[3]
- 1996 — Único hotel da Turquia presente na lista de melhores hotéis das principais cidades do mundo, do Andrew Harper's Hideaway Report da revista Forbes de 23 de setembro de 1996.[3]
- 1996 — Prémio "Cinco diamantes" da American Academy of Hospitality Sciences.[3]